# Norra skenet
Norra skenet är en skulptur av Ernst Nordin och en symbol för Umeå universitet.
I samband med utformningen av Umeå universitets campus utlystes en riksomfattande tävling, vilken vanns av Ernst Nordin med Norra skenet 1967. Skulpturen restes ursprungligen 1969 och flyttades 1995 till sin nuvarande plats vid Universitetsdammen, för att ge plats åt Lärarutbildningshuset. 
Skulpturen har en diagonal komposition med fyra ben och består av hopsvetsade fyrkantsrör i polerat rostfritt stål med ett inbyggt strålkastarsystem.  